# Daniel Sturridge
Daniel Andre Sturridge (Birmingham, 1 de setembro de 1989) é um ex-futebolista inglês que atuava como atacante. Atualmente é comentarista esportivo do Sky Sports.

## Carreira

### Liverpool
Após ser aprovado nos exames médicos, foi anunciado pelo Liverpool no dia 2 de janeiro de 2013, sendo contratado por 12 milhões de libras (cerca de 40 milhões de reais). Marcou seu primeiro gol pelo clube logo em sua estreia, no dia 6 de janeiro, em partida válida pela Copa da Inglaterra. Na ocasião, os Reds venceram o Mansfield Town por 2 a 1. O atacante voltou a balançar as redes no dia 13 de janeiro, mas não conseguiu evitar a derrota por 2 a 1 para o Manchester United, em jogo realizado no Old Trafford. Com esse gol marcado, Sturridge tornou-se o único jogador a marcar na estreia da Premier League por todos os clubes em que passou: Manchester City, Chelsea, Bolton e Liverpool.[carece de fontes?]
Ficou afastado por lesão entre setembro de 2014 e 31 de janeiro de 2015, quando atuou contra o West Ham e marcou um gol. No início da temporada europeia de 2015–16, perdeu os primeiros meses devido a intervenção cirúrgica no quadril.

### Trabzonspor
Livre no mercado desde que saiu do Liverpool, Sturridge foi anunciado como reforço do Trabzonspor no dia 21 de agosto de 2019. Esse foi o primeiro clube do jogador fora da Inglaterra. Apesar de ter recebido ofertas de clubes dos Estados Unidos e da China, assinou com a equipe turca por três temporadas.[carece de fontes?]
Teve seu contrato rescindido após ser banido por quatro meses por violar regras do sistema de apostas. Além disso, recebeu uma multa no valor de 150 mil libras (856 mil reais).

### Perth Glory
Em outubro de 2021 foi anunciado pelo Perth Glory, da Austrália.

## Seleção Nacional

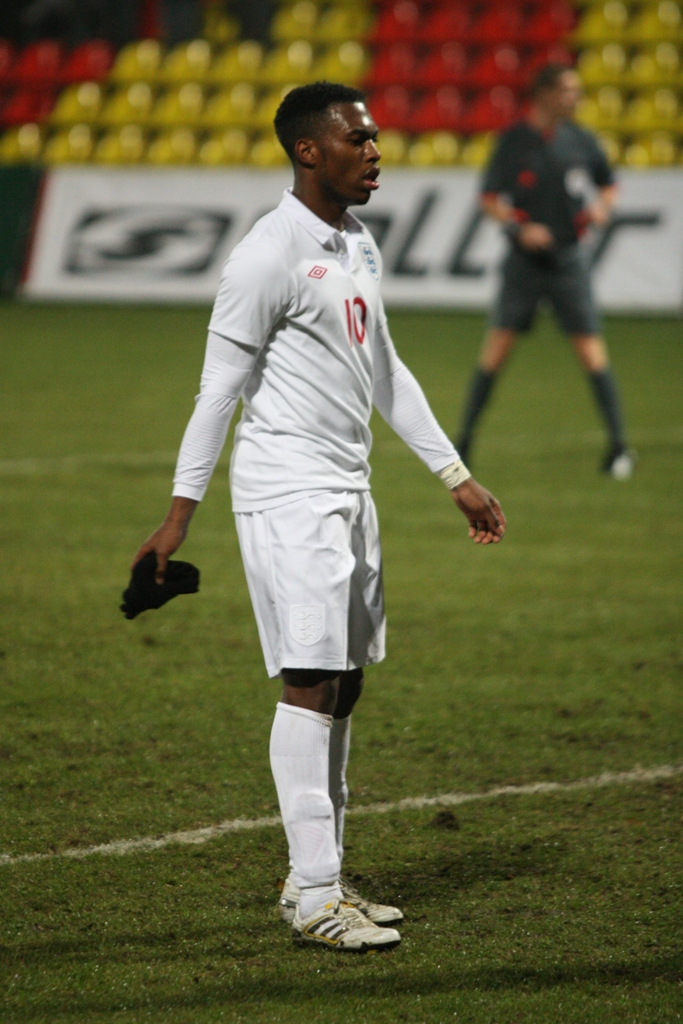
Sturridge atuando pela Seleção Inglesa em 2009

Integrante das categorias de base da Inglaterra, estreou pela Seleção Inglesa principal no dia 15 de novembro de 2011, em um amistoso contra a Suécia. Na ocasião, os ingleses venceram por 1 a 0, com gol de Gareth Barry, de cabeça.
Marcou seu primeiro gol pela Seleção no dia 22 de março de 2013, num jogo contra San Marino, válido pelas Eliminatórias da Copa do Mundo FIFA de 2014. Na ocasião, a Inglaterra venceu por 8 a 0.
No dia 12 de maio de 2014, foi convocado pelo treinador Roy Hodgson para a Copa do Mundo FIFA realizada no Brasil. Dois anos depois, em 9 de junho de 2016, novamente esteve na lista dos convocados de Hodgson, dessa vez para a disputa da Eurocopa.

## Estatísticas

### Gols pelas Seleções
| #  | Data                | Local                                      | Adversário             | Placar | Resultado | Competição              |
| -- | ------------------- | ------------------------------------------ | ---------------------- | ------ | --------- | ----------------------- |
| 1. | 29 de julho de 2012 | Estádio de Wembley, Londres, Inglaterra    | Emirados Árabes Unidos | 3–1    | 3–1       | Jogos Olímpicos de 2012 |
| 2. | 1 de agosto de 2012 | Millennium Stadium, Cardiff, País de Gales | Uruguai                | 1–0    | 1–0       | Jogos Olímpicos de 2012 |

| #  | Data                   | Local                                   | Adversário    | Placar | Resultado | Competição                                  |
| -- | ---------------------- | --------------------------------------- | ------------- | ------ | --------- | ------------------------------------------- |
| 1. | 22 de março de 2013    | Olímpico de Serravalle, San Marino      | San Marino    | 0–7    | 0–8       | Eliminatórias da Copa do Mundo FIFA de 2014 |
| 2. | 11 de outubro de 2013  | Estádio de Wembley, Londres, Inglaterra | Montenegro    | 4–1    | 4–1       | Eliminatórias da Copa do Mundo FIFA de 2014 |
| 3. | 5 de março de 2014     | Estádio de Wembley, Londres, Inglaterra | Dinamarca     | 1–1    | 1–0       | Amistoso                                    |
| 4. | 30 de maio de 2014     | Estádio de Wembley, Londres, Inglaterra | Peru          | 1–0    | 3–0       | Amistoso                                    |
| 5. | 14 de junho de 2014    | Arena da Amazônia, Manaus, Brasil       | Itália        | 1–1    | 1–2       | Copa do Mundo FIFA de 2014                  |
| 6. | 16 de junho de 2016    | Stade Félix-Bollaert, Lens, França      | País de Gales | 2–1    | 2–1       | Eurocopa de 2016                            |
| 7. | 8 de outubro de 2016   | Estádio de Wembley, Londres, Inglaterra | Malta         | 1–0    | 2–0       | Eliminatórias da Copa do Mundo FIFA de 2018 |
| 8. | 11 de novembro de 2016 | Estádio de Wembley, Londres, Inglaterra | Escócia       | 1–0    | 3–0       | Eliminatórias da Copa do Mundo FIFA de 2018 |

## Títulos
Chelsea
- Supercopa da Inglaterra: 2009
- Premier League: 2009–10
- Copa da Inglaterra: 2009–10 e 2011–12
- Liga dos Campeões da UEFA: 2011–12

Liverpool
- Liga dos Campeões da UEFA: 2018–19

### Prêmios individuais
- Melhor jogador jovem do Manchester City: 2008–09
- Equipe do Ano da PFA: 2013–14
- Artilheiro da Copa da Liga Inglesa: 2016–17 (4 gols)